# Vương cung thánh đường Thánh Phaolô Ngoại thành
Vương cung thánh đường Thánh Phaolô Ngoại thành (tiếng Ý: Basilica Papale di San Paolo fuori le Mura, có tên khác là Nhà thờ Thánh Phaolô) là một trong bốn đại vương cung thánh đường của Roma cùng với Tổng lãnh vương cung thánh đường Thánh Gioan Latêranô, Vương cung thánh đường Thánh Phêrô và Vương cung thánh đường Đức Bà Cả.
Vương cung thánh đường này nằm trong thành phố Roma thuộc lãnh thổ Ý nhưng Tòa Thánh sở hữu Vương cung thánh đường theo chế độ quyền ngoại trị với việc Ý công nhận toàn quyền sở hữu và thừa nhận "quyền miễn trừ theo luật quốc tế đối với trụ sở của các cơ quan ngoại giao của các quốc gia nước ngoài". Hiện Hồng y James Michael Harvey đảm trách vai trò Tổng giám mục Vương cung Thánh đường Thánh Phaolô Ngoại Thành từ năm 2012.

## Lịch sử
Vương cung thánh đường được thành lập bởi hoàng đế La Mã Constantine I vào khoảng năm 370 tại nơi có phần mộ của Thánh Phaolô, ban đầu là một đài tưởng niệm được gọi là cella memoriae. Vương cung thánh đường đầu tiên này được Thánh hiến bởi Giáo hoàng Sylvestrô vào năm 324.
Đến năm 386, hoàng đế Theodosius I bắt đầu cho xây dựng một vương cung thánh đường lớn và đẹp hơn nhiều với một gian giữa và bốn lối đi với một cầu thang. Nó có lẽ đã được thánh hiến khoảng 402 bởi Giáo hoàng Innôcentê I. Công việc, bao gồm cả các ghép các bức tranh
nhưng đã không được hoàn thành cho đến đời Giáo hoàng Lêô I (440-461). Vào thế kỷ 5, nó còn lớn hơn cả Vương cung thánh đường Thánh Phêrô cũ. Nhà thơ La Mã Prudentius, người đã nhìn thấy nó vào thời hoàng đế Honorius (395–423) đã mô tả vẻ đẹp lộng lẫy của tượng đài trong một vài dòng biểu cảm.
Dưới thời Giáo hoàng Lêô I, công việc sửa chữa lớn đã được thực hiện sau khi mái nhà bị sập do hỏa hoạn hoặc sét đánh. Đặc biệt, khu vực xung quanh lăng mộ của Thánh Phaolô đã được nâng lên cao và một bàn thờ chính cùng nhà thờ chính mới được thêm vào. Đây có lẽ là lần đầu tiên một bàn thờ được đặt trên lăng mộ của Thánh Phaolô, nơi vẫn còn nguyên vẹn, nhưng chủ yếu nằm dưới lòng đất. Giáo hoàng Lêô I cũng chịu trách nhiệm sửa chữa khải hoàn môn và khôi phục một đài phun nước ở sân trong.
Dưới thời Giáo hoàng Grêgôriô I (590–604), bàn thờ chính và nhà thờ trước đó đã được sửa đổi nhiều. Bậc thềm cầu thang được nâng lên và một bàn thờ mới được đặt bên trên bàn thờ trước đó mà Giáo hoàng Lêô I cho dựng lên. Vị trí nằm ngay trên mộ xây của Thánh Phaolô.
Vào thời kỳ đó có hai tu viện gần vương cung thánh đường là tu viện Thánh Aristus giành cho nam giới và Thánh Stefano giành cho nữ giới. Thánh lễ được cử hành bởi một nhóm các linh mục đặc biệt do Giáo hoàng Simpliciô chỉ định. Theo thời gian, các tu viện và linh mục của vương cung thánh đường suy giảm. Giáo hoàng Grêgôriô II cho trùng tu lại ngôi nhà cũ và giao cho các linh mục trông coi, chăm sóc vương cung thánh đường.
Vì nằm bên ngoài bức Tường thành Aurelianus, vương cung thánh đường đã bị hư hại vào thế kỷ thứ 9 trong cuộc đột kích của người Ả Rập vào Roma. Do đó, Giáo hoàng Gioan VIII (872–882) đã củng cố vương cung thánh đường, tu viện và nơi ở của tầng lớp nông dân, hình thành thị trấn Giovannipoli tồn tại cho đến năm 1348, khi một trận động đất phá hủy hoàn toàn.

## Cha trưởng tu viện

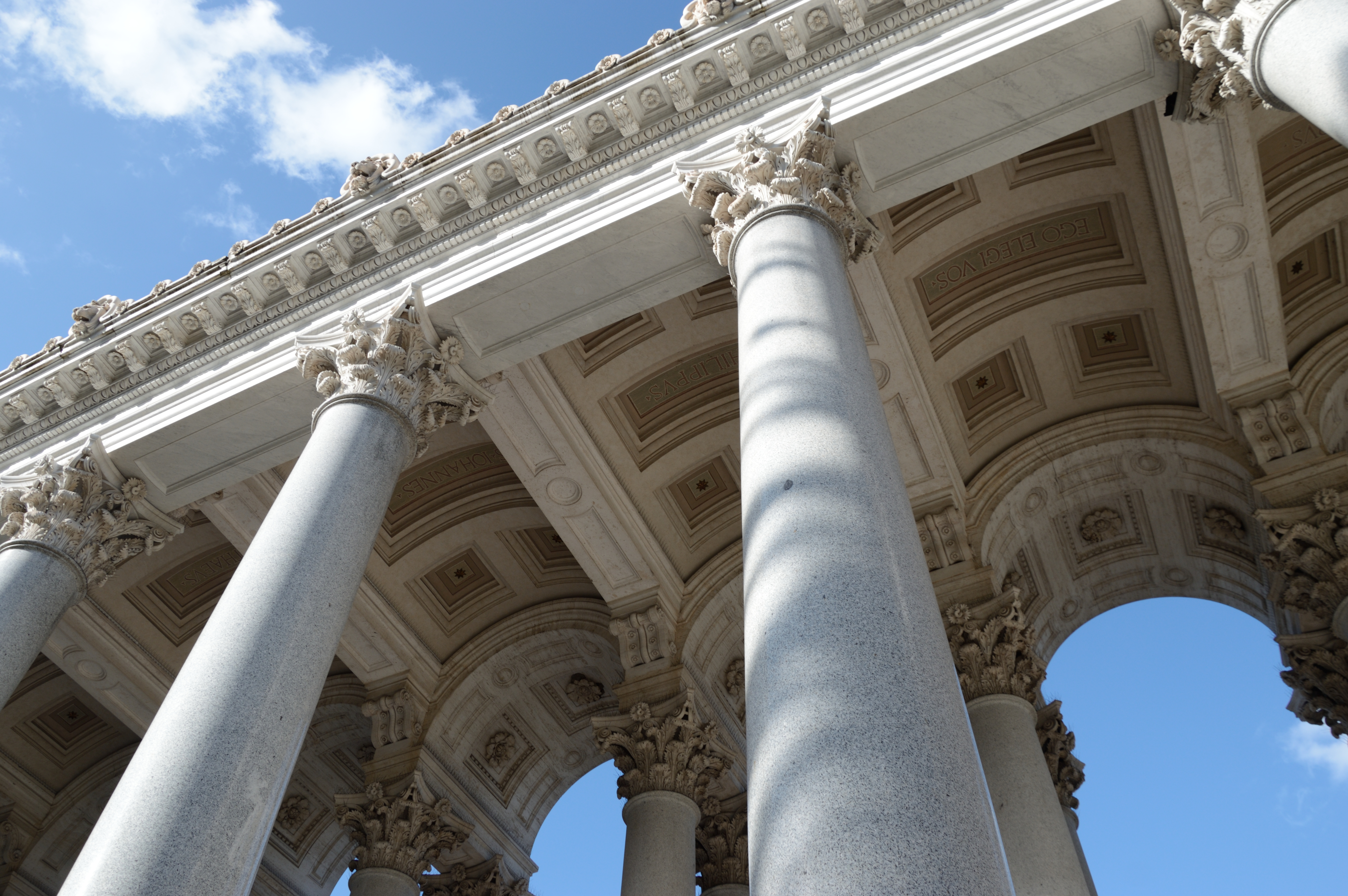
Hàng cột của Vương cung thánh đường Thánh Phaolô Ngoại thành

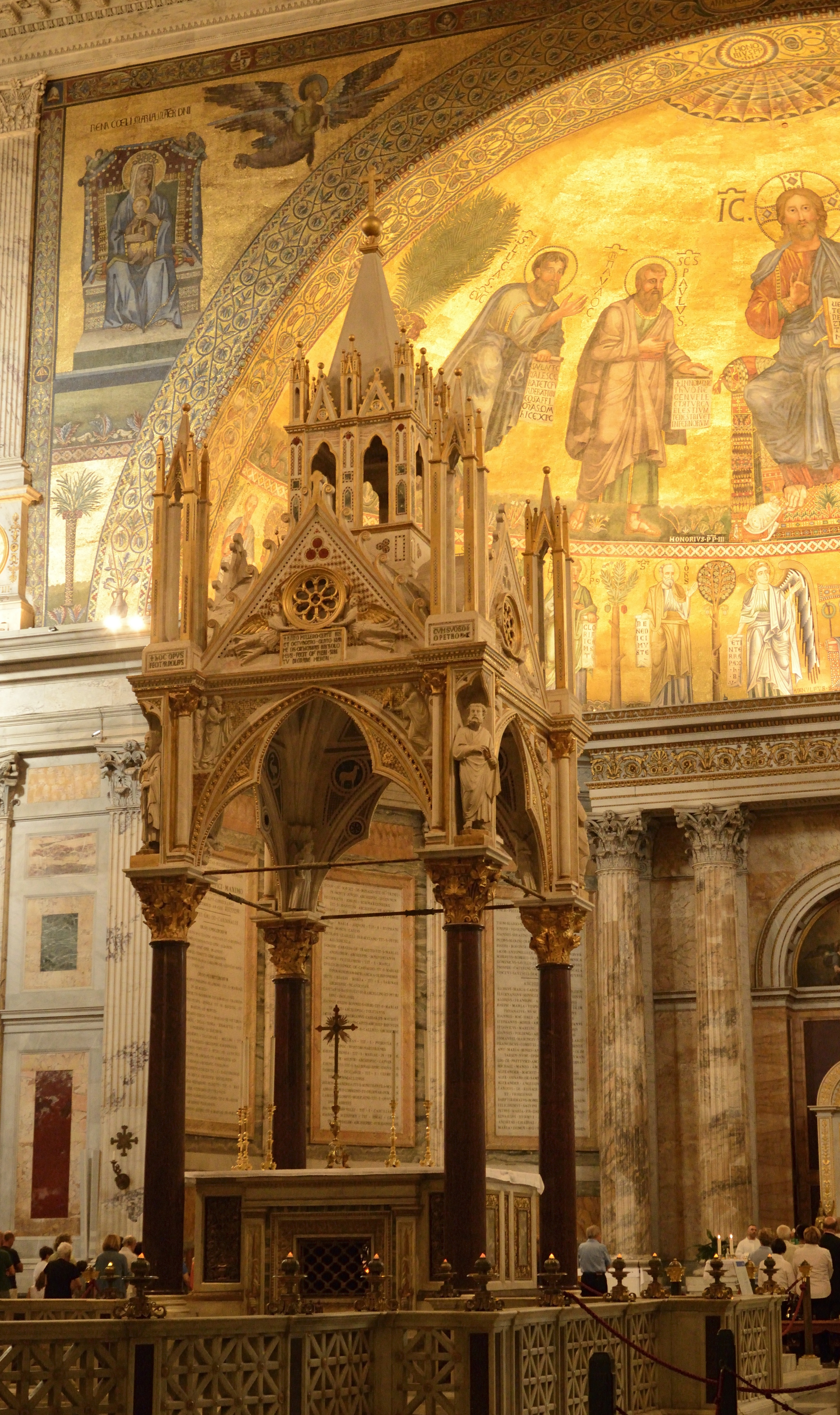
Nhà tạm chứa Mình Thánh Chúa của Arnolfo di Cambio

Khu phức hợp bao gồm tu viển Biển Đức cổ, được Odo của Cluny trùng tu vào năm 936.
- 1796–1799 Giovanni Battista Gualengo
- 1799–1799 Giustino Nuzi
- 1800–1800 Giovanni B. Gualengo
- 1803–1806 Stefano Alessandri
- 1806–1810 Giuseppe Giustino di Costanzo
- 1810–1815 Stefano Alessandri
- 1815–1821 Francesco Cavalli
- 1821–1825 Adeodato Galeffi
- 1825–1831 Giovanni Francesco Zelli
- 1831–1838 Vincenzo Bini
- 1838–1844 Giovanni Francesco Zelli
- 1844–1850 Paolo Theodoli
- 1850–1853 Mariano Falcinelli-Antoniacci
- 1853–1858 Simplicio Pappalettere
- 1858–1867 Angelo Pescetelli[6]
- 1867–1895 Leopoldo Zelli Jacobuzi
- 1895–1904 Bonifacio Oslaender
- 1904–1918 Giovanni del Papa
- 1918–1929 Alfredo Ildefonso Schuster
- 1929–1955 Ildebrando Vannucci
- 1955–1964 Cesario D'Amato
- 1964–1973 Giovanni Battista Franzoni
- 1973–1980 Bỏ trống
- 1980–1988 Giuseppe Nardin
- 1988–1996 Luca Collino
- 1996–1997 Bỏ trống
- 1997–2005 Paolo Lunardon
- 2005–2015 Edmund Power
- 2015–nay Roberto Dotta

## Tổng linh mục
- Hồng y Andrea Cordero Lanza di Montezemolo (31 tháng 5 năm 2005 – 3 tháng 7 năm 2009)
- Hồng y Francesco Monterisi (3 tháng 7 năm 2009 – 23 tháng 11 năm 2012)
- Hồng y James Michael Harvey (23 tháng 11 năm 2012 – )